# Portada/efemèride gener 5
L'Òpera Garnier
« 4 de gener · 5 de gener · 6 de gener »